# Spizaetus ornatus
L'aquila dal ciuffo ornata (Spizaetus ornatus (Daudin, 1800)) è un uccello accipitriforme della famiglia degli Accipitridi originario di una vasta fascia del continente americano che dal Messico sud-orientale giunge fino al nord dell'Argentina.

## Descrizione

### Dimensioni
Misura 58-67 cm di lunghezza, per un peso di 906-1132 g nel maschio e 1200-1738 g nella femmina; l'apertura alare è di 105-120 cm.

### Aspetto
Pur avendo una struttura piuttosto gracile, questo rapace non è meno potente dei suoi simili. Ciò che a prima vista colpisce del suo piumaggio è il suo cappuccio rossiccio, la cresta erettile nera e le regioni inferiori marcate da una serie di strisce. Le corte ali, la coda allungata, i tarsi ricoperti di piume gli conferiscono una silhouette assai caratteristica. Il maschio e la femmina sono identici, anche se quest'ultima è più grande del 13% e molto più pesante, caratteristica particolarmente evidente quando due esemplari di sesso diverso si trovano fianco a fianco. I giovani hanno un aspetto diverso dagli adulti fino all'età di circa due anni.
Negli adulti, il vertice è nettamente nero, così come la cresta e le redini: quest'ultime proseguono sui lati del petto sotto forma di tratti discontinui. Le guance, le copritrici auricolari e i lati del collo formano un bell'insieme rossiccio che si estende fino al petto e sfuma nel marrone della nuca.
Le piume delle parti superiori sono nerastre, con estremità bianche a livello della mantellina e delle piccole copritrici.
La regione inferiore è di un bianco candido a livello della gola e del centro del petto, ma poi è fittamente barrata sull'addome e sulle cosce. Le barre si trasformano in macchie a livello della zona anale.
La coda è nera con tre bande chiare (grigie sulla parte superiore, bianche su quella inferiore) e una macchia bianca all'estremità.
I giovani differiscono dagli adulti per il fatto di non avere zone rossicce sulla testa. Le redini sono assenti e le parti inferiori sono nettamente meno barrate. La testa e le parti inferiori sono bianche. Quelli che successivamente diverranno i mustacchi e le barre sulle parti inferiori sono solamente abbozzati. Il dorso e le ali sono marroni con dei segni bianchi sulle spalle. La coda ha una punta bianca più larga e fino a cinque bande grigie più strette.
Gli immaturi di due anni hanno un piumaggio intermedio tra quello dei giovani e quello degli adulti.

### Voce
Quando si libra in volo, questa specie produce dei forti fischi whi-whee-wheep o whi-whee-whee, ripetendo il whi da due a nove volte. Diversamente dall'aquila dal ciuffo nera, la serie introduttiva è più frettolosa e la nota finale è più allungata. È possibile udire anche dei fischi forti e rumorosi hwwee-whee-whi-whi-wi-wi-wi, nei quali la prima nota è la più lunga e la più inarticolata e la seconda, la più alta, è seguita da una serie di note brevi.
Quando è appollaiata, l'aquila dal ciuffo ornata emette delle note che la fanno sembrare eccitata. Quando è disturbata, lancia una sorta di miagolio acuto wheéeeuuu, whep whep, whep, wheo.

## Biologia

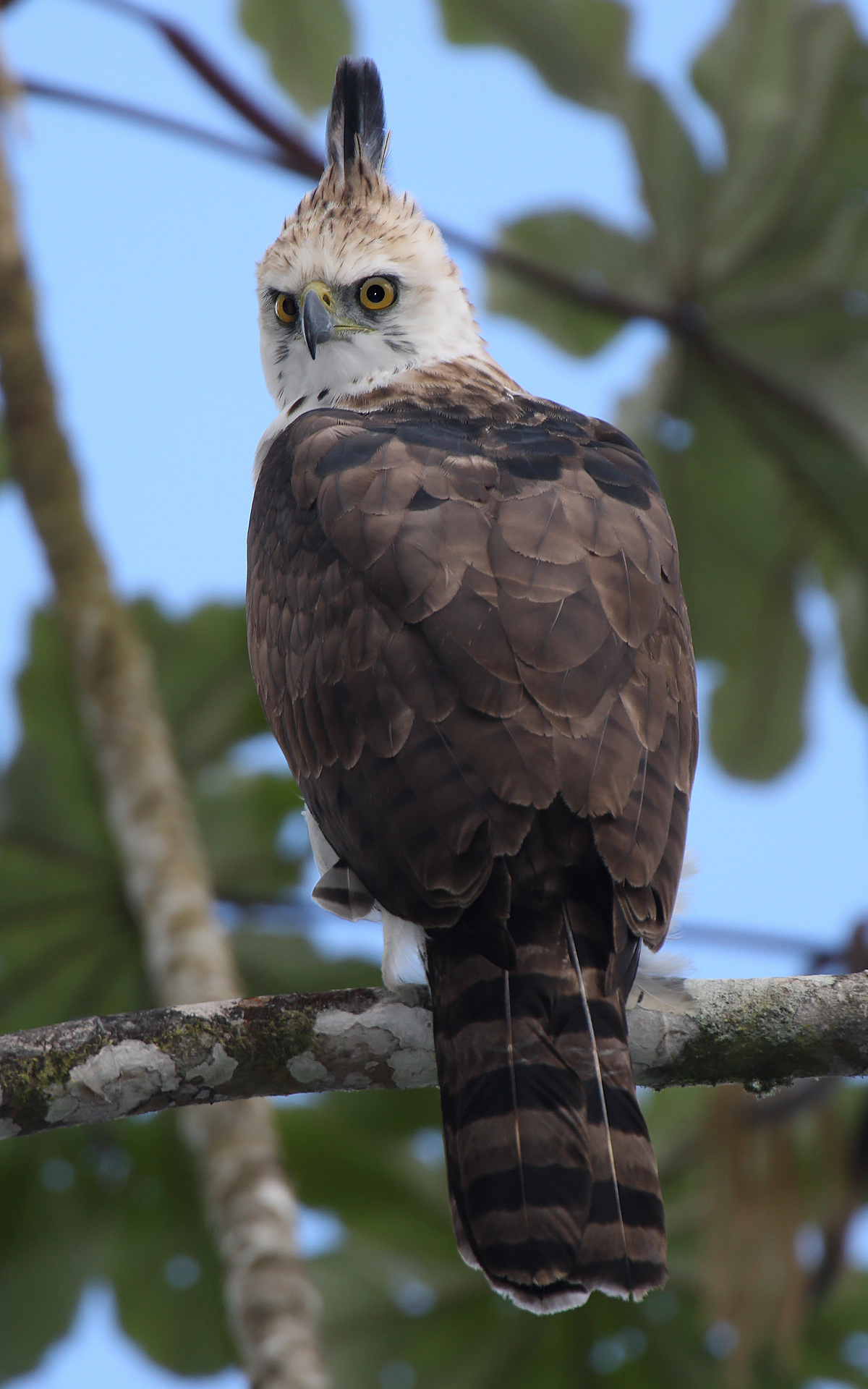
Esemplare immaturo nel parco nazionale di Darién (Panama).

Le aquile dal ciuffo ornate vivono da sole o in coppia. Non è raro avvistare i loro voli acrobatici, in coppia o da sole, mentre si librano a grande altezza nel cielo, specialmente al mattino. Tuttavia, i voli di questi animali hanno luogo generalmente ad un'altitudine piuttosto bassa e sono accompagnati da molte grida. A volte uno dei due partner interrompe la parata ed effettua un volo a farfalla durante il quale sbatte velocemente le sue ali. Mentre la femmina è appollaiata, il maschio effettua da solo acrobazie rumorose, comprendenti saliscendi, rotazioni e picchiate vertiginose seguite da un'ascensione non meno brusca.
Le aquile dal ciuffo ornate sono uccelli sedentari. Tuttavia, talvolta è possibile assistere a dispersioni locali, sotto forma di vagabondaggi all'interno di foreste e zone montuose. Alcune apparizioni nel nord dell'Argentina (Corrientes) possono essere considerate il frutto di spostamenti al di fuori dalla normale area di distribuzione.

### Alimentazione
Uccelli, mammiferi, serpenti e grandi lucertole formano la parte consistente della dieta. Gli uccelli catturati di solito pesano tra 160 grammi e 3,8 kg. All'interno di questa categoria, penelopi, hocco, aironi azzurri minori e quaglie del Nuovo Mondo (Odontoforidi) costituiscono le prede più comuni, ma questi rapaci non disdegnano anche tucani, piccioni, ara e pappagalli. Stranamente, rientrano nella loro dieta anche gli avvoltoi neri, catturati in prossimità delle carcasse, e i galletti di roccia, cui gli aquilastori tendono agguati quando questi uccelli frequentano i loro lek.
Vari roditori come aguti, scoiattoli e ratti, e altri mammiferi come cercoletti e bassarischi completano la dieta. Le scimmie vengono catturate con particolare premura.
Le aquile dal ciuffo ornate vanno a caccia all'interno delle foreste, spesso lanciandosi da posatoi sporgenti che offrono loro una veduta eccellente dei dintorni. Eseguono anche brevi voli tra gli alberi del livello medio della vegetazione. Catturano le loro prede sugli alberi o sul terreno effettuando delle picchiate.

### Riproduzione
In America centrale, la stagione di nidificazione va da dicembre a settembre. In Brasile, ha luogo da agosto a gennaio; la deposizione delle uova avviene generalmente durante la stagione secca. I giovani nidiacei lasciano il nido solo all'inizio della stagione delle piogge. L'aquila dal ciuffo ornata costruisce un nido voluminoso fatto con pezzi di legno. Esso ha un diametro di circa 1,20 metri e una profondità di 50 centimetri. È decorato e foderato all'interno con foglie verdi. Si trova tra i 20 e i 30 metri di altezza dal suolo su un albero di kapok (Ceiba pentandra) o su un altro grande albero, presso una biforcazione o su un ramo laterale.
La covata comprende una o due uova che vengono covate per 48 giorni. I piccoli sono nidicoli e rimangono nel loro luogo di nascita tra 66 e 93 giorni. Dopo l'involo, dipendono dai genitori e rimangono vicino al nido per quasi 12 mesi..

## Distribuzione e habitat
Le aquile dal ciuffo ornate frequentano le foreste tropicali umide sia delle zone pianeggianti che di quelle collinari. In molti luoghi, questi rapaci hanno una chiara preferenza per i bordi delle foreste, le rive dei fiumi e altri generi di spazi vuoti o radure all'interno della foresta. Sotto questo aspetto, si distinguono molto chiaramente dalle aquile dal ciuffo nere (Spizaetus tyrannus), che occupano quasi sempre vaste zone di foreste primarie e fitte. Le aquile dal ciuffo ornate vivono dal livello del mare fino a 1500 metri di quota, talvolta 1800. In Costa Rica, si spingono occasionalmente anche fino a 3000 metri.
Le aquile dal ciuffo ornate sono originarie dell'America centrale, dal Messico centrale in direzione sud, e dell'America del Sud, fino al sud dell'Uruguay. Sono assenti dalle zone occidentali del continente e dalle regioni andine. Il loro areale ricopre anche il nord dell'Argentina, nelle province di Jujuy e Salta. Su questo vasto territorio, che si estende per diversi milioni di chilometri quadrati, la specie è suddivisa in due razze distinte: S. o. ornatus (America meridionale ad est delle Ande) e S. o. vicarius (America centrale e nord dell'America del Sud fino all'Ecuador occidentale).

## Tassonomia
Come affermato prima, ne vengono riconosciute due sottospecie:
- S. o. vicarius Friedmann, 1935, presente dal Messico meridionale alle regioni occidentali di Colombia ed Ecuador;
- S. o. ornatus (Daudin, 1800), diffusa dalla Colombia centrale alle Guyane e, verso sud, fino al nord dell'Argentina.

## Conservazione
I territori di questi uccelli hanno dimensioni variabili a seconda delle stagioni. Queste zone di preferenza vanno generalmente da 0,6 a 2 chilometri quadrati. In Costa Rica e in Guiana francese, la loro densità è stata stimata in 13 uccelli ogni 10 chilometri quadrati. Il loro attaccamento al territorio è quindi più stretto di quello delle aquile dal ciuffo nere, ma essi sono meno tolleranti di questi ultimi alla deforestazione e ai disturbi antropici di ogni sorta. Le aquile dal ciuffo ornate sono probabilmente in diminuzione in America centrale e in Brasile, specialmente nel sud-est del paese. Secondo BirdLife International, il numero di esemplari di questa specie viene stimato tra le 10.000 e le 100.000 unità. La specie viene considerata «prossima alla minaccia» (Near Threatened).